# Voloder (Popovača)
Voloder falu Horvátországban, Sziszek-Monoszló megyében. Közigazgatásilag Popovača községhez tartozik.

## Fekvése
Sziszek városától légvonalban 24, közúton 29 km-re északkeletre, községközpontjától 5 km-re délkeletre a Monoszló területén, a Monoszlói-hegység délnyugati lejtőin fekszik. Ott, ahol a Voloderec-patak áthatolva a Monoszlói-hegység szőlőkkel betelepített lejtőin a Lónyamező felé rohan.

## Története
Kedvező fekvésének köszönhetően a falu területe már ősidők óta emberi lakhely volt. Erről tanúskodnak azok az újkőkori leletek, amelyeket 1968-ban találtak a voloderi hegyek között. A kőkorszaki település területéről díszített kerámiák, kőszerszámok kerültek elő. A leletek alapján a település egykori lakóit a lasinjai kultúra népével azonosították.
A „voloder” főnév a horvát nyelvben a gyepmesterek elnevezése volt, melyből több foglalkozásnévhez hasonlóan vezetéknév lett. A település valószínűleg első lakójáról, egy Voloder nevű emberről kapta a nevét. Az 1773-ban az első katonai felmérés térképén „Dorf Voloder” néven szerepel. A 19. század elején rövid ideig francia uralom alá került, majd ismét a Habsburg Birodalom része lett. A településnek 1857-ben 715, 1910-ben 1553 lakosa volt. Önkéntes tűzoltóegyletét 1893-ban alapították. 
Belovár-Kőrös vármegye Krizsi, majd Kutenyai járásához tartozott. 1918-ban az új szerb-horvát-szlovén állam, majd később Jugoszlávia része lett. A II. világháború idején a Független Horvát Állam része volt. A háború után a béke időszaka köszöntött a településre, enyhült a szegénység és sok ember talált munkát a közeli városokban. 1991. június 25-én a független Horvátország része lett. A településnek 2011-ben 1871 lakosa volt. 

## Népesség
| Lakosság változása | Lakosság változása | Lakosság változása | Lakosság változása | Lakosság változása | Lakosság változása | Lakosság változása | Lakosság változása | Lakosság változása | Lakosság változása | Lakosság változása | Lakosság változása | Lakosság változása | Lakosság változása | Lakosság változása | Lakosság változása |
| ------------------ | ------------------ | ------------------ | ------------------ | ------------------ | ------------------ | ------------------ | ------------------ | ------------------ | ------------------ | ------------------ | ------------------ | ------------------ | ------------------ | ------------------ | ------------------ |
| 1857               | 1869               | 1880               | 1890               | 1900               | 1910               | 1921               | 1931               | 1948               | 1953               | 1961               | 1971               | 1981               | 1991               | 2001               | 2011               |
| 715                | 735                | 791                | 794                | 1.037              | 1.553              | 1.571              | 1.989              | 1.824              | 1.827              | 1.932              | 1.673              | 1.651              | 1.729              | 1.934              | 1.871              |

## Nevezetességei
A település központjában áll Páduai Szent Antal tiszteletére szentelt temploma. Egyhajós épület sokszögzáródású szentéllyel, rövid kereszthajóval, mely latin kereszt alaprajzúvá teszi. A templomot 1863-ban építették neogótikus historizáló stílusban. Falazott lábazatú vaskerítés övezi. a harangtorony a nyugati homlokzat felett magasodik. Belül keresztboltozatos mennyezete van. 12 regiszteres, egy manuálos, pedálos orgonáját Antun Šimenc zágrábi mester építette 1863-ban.

## Gazdaság
A lakosság többsége mezőgazdasággal, főként szőlőtermesztéssel és sertéstenyésztéssel foglalkozik. A településnek vasútállomása van. 

## Kultúra
- Kulturális és művészeti egyesületét 1913-ban alapították KUD „Moslavec” néven.

- 1967 óta minden év szeptemberében megrendezik a „Voloderske jeseni” szőlő és borfesztivált. A bor és mustvásár mellett folklórcsoportok lépnek fel az egész ország területéről. A fesztivált ökörsütés színesíti.

## Oktatás
Voloder első iskoláját 1857-ben alapították. A településen ma is elemi iskola működik.

## Sport
- NŠK Voloder labdarúgóklub

- "Branitelj" veterán labdarúgóklub

- 2002 óta minden évben augusztus 5-én a honvédő háborúban aratott győzelem emlékére rendezik meg a Voloderi hazafias lovasmaratont.

## Egyesületek
- "Fazan" vadásztársaság

- Voloderska Jesen egyesület

- "Sokol" cserkészcsapat